# Bestuurlijke indeling van Noord-Ierland

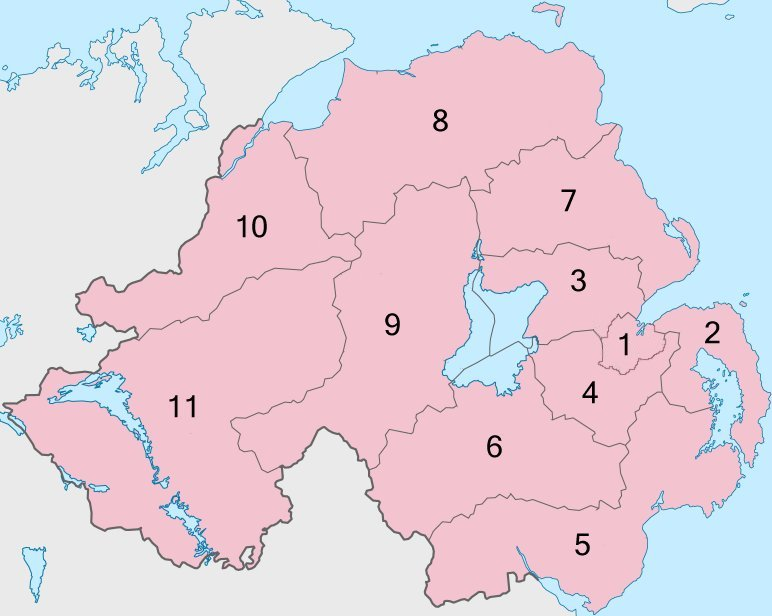
Districten

Noord-Ierland, het deel van het Verenigd Koninkrijk dat op het eiland Ierland ligt, is opgedeeld in elf bestuurlijke districten, waaronder de stad Belfast, die een district op zichzelf vormt. Het district is in de bestuurlijke indeling van Noord-Ierland naast de Noord-Ierse overheid de enige bestuurslaag. De districten zijn in hun werking gelijkaardig maar niet identiek aan deze van de Engelse districten. Ieder district heeft zijn eigen raad (council). De districten zijn:
| District                        | Zetel                                | Bevolking (2017) | Nr. op de kaart |
| ------------------------------- | ------------------------------------ | ---------------- | --------------- |
| Antrim and Newtownabbey         | Newtownabbey en Antrim (afwisselend) | 141.700          | 3               |
| Ards and North Down             | Bangor                               | 160.100          | 2               |
| Armagh, Banbridge and Craigavon | Craigavon                            | 211.900          | 6               |
| Belfast                         | Belfast                              | 340.200          | 1               |
| Causeway Coast and Glens        | Coleraine                            | 143.900          | 8               |
| Derry and Strabane              | Derry                                | 150.500          | 10              |
| Fermanagh and Omagh             | Omagh en Enniskillen                 | 116.300          | 11              |
| Lisburn and Castlereagh         | Lisburn                              | 142.600          | 4               |
| Mid and East Antrim             | Ballymena                            | 138.200          | 7               |
| Mid Ulster                      | Dungannon                            | 146.400          | 9               |
| Newry, Mourne and Down          | Downpatrick en Newry                 | 179.000          | 5               |

## Geschiedenis

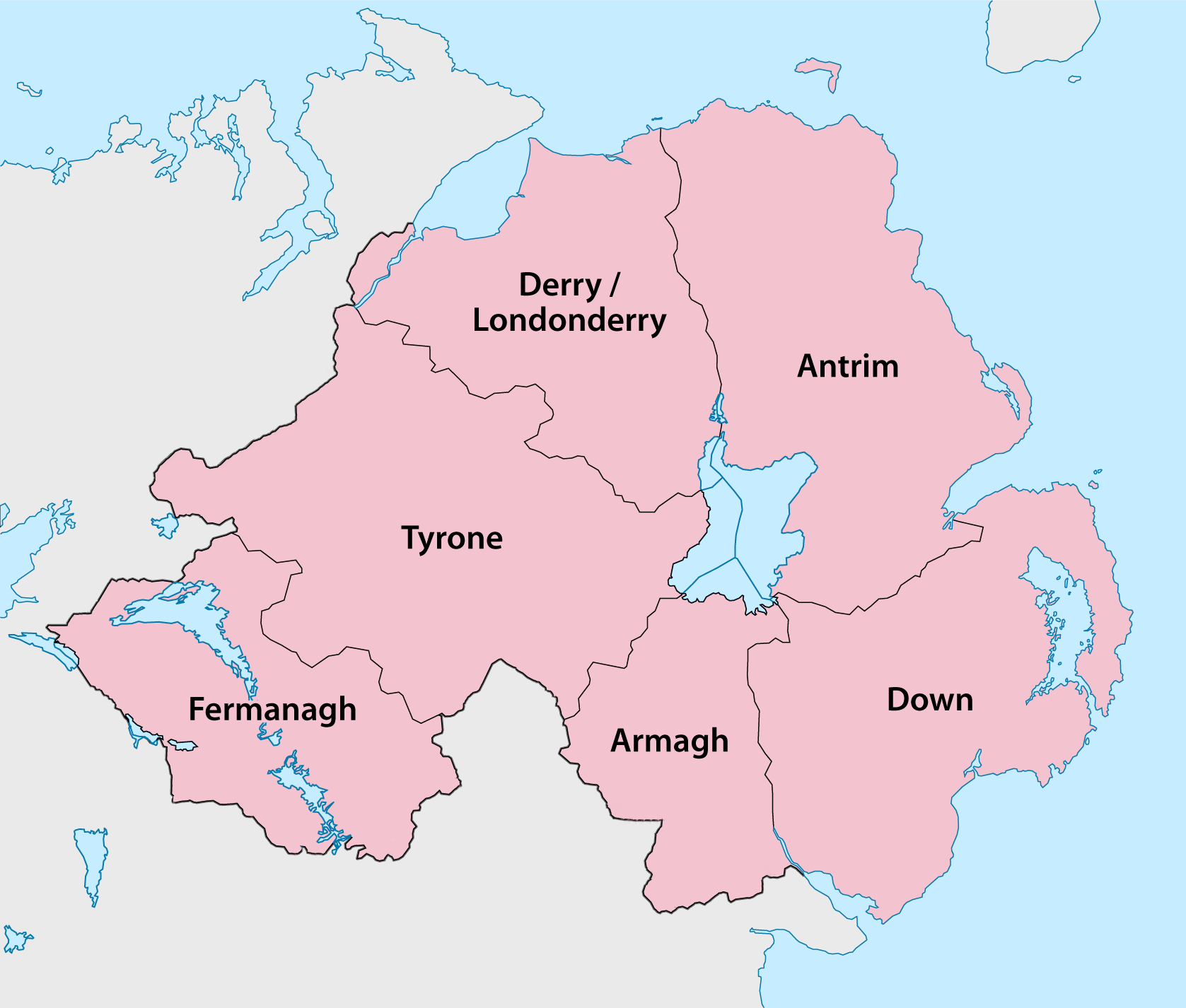
De oude counties

Historisch is Noord-Ierland (the Six Counties) onderverdeeld in zes graafschappen die samen met drie graafschappen in de Ierse republiek de oorspronkelijke Ierse provincie Ulster vormden:
1. Fermanagh
2. Tyrone
3. Derry/Londonderry
4. Antrim
5. Down
6. Armagh

Sinds 1973 hebben de Noord-Ierse graafschappen geen administratieve functie meer. Zij is overgenomen door de districten, die vaak de grenzen van de zes traditionele graafschappen overschrijden.
Vijf plaatsen hebben in Noord-Ierland stadsstatus en mogen als city aangeduid worden. Het betreft naast Belfast, Armagh, Derry, Lisburn en Newry. Sommige districten hebben het recht gekregen als borough vermeld te worden. Hierdoor worden de districtsraden in functie van de locatie District Council, Borough Council, City Council en City and District Council genoemd. Ze worden bestuurd door raadsleden die voor een periode van 4 jaar worden gekozen. 
Het grootste district in 1973 qua oppervlakte werd Fermanagh met 1.876 km², het kleinste was North Down met maar 81 km². Het grootste qua aantal inwoners was de Noord-Ierse hoofdstad Belfast met toen 267.999 inwoners, het kleinste was Moyle met 16.515.
In 2005 werd een voorstel aangekondigd om het aantal districten terug te brengen tot zeven. In 2007 werden de namen en grenzen van de zeven nieuwe districten bekendgemaakt. In 2008 besloot de in kracht herstelde Noord-Ierse regering het aantal voorgestelde districten uit te breiden van zeven naar elf. De eerste verkiezingen waren gepland voor mei 2011. In mei 2010 echter ontstond onenigheid tussen Noord-Ierse politieke partijen over de exacte grenzen van de nieuwe districten; de verwachting was toen dat dit tot gevolg zou hebben dat de hervormingen eerst in 2015 zouden kunnen worden geëffectueerd. In juni 2010 werden de voorstellen ingetrokken, toen duidelijk werd dat het niet mogelijk was tot overeenstemming te komen.
Het huidige patroon van 11 lokale regeringsdistricten werd uiteindelijk toch op 1 april 2015 ingesteld als gevolg van het hervormingsproces dat in 2005 begon.

## Lijst van districten (1973 - 2015)
Van 1973 tot 2015 waren er 26 districten, waaronder drie steden die op zich een district vormden: Belfast, Derry (Londenderry) en Lisburn.
1. Antrim
2. Ards
3. Armagh
4. Ballymena
5. Ballymoney
6. Banbridge
7. Belfast
8. Carrickfergus
9. Castlereagh
10. Coleraine
11. Cookstown
12. Craigavon
13. Derry (Londonderry)
14. Down
15. Dungannon en South Tyrone
16. Fermanagh
17. Larne
18. Limavady
19. Lisburn
20. Magherafelt
21. Moyle
22. Newry and Mourne
23. Newtownabbey
24. North Down
25. Omagh
26. Strabane